# Thomas Hasler
Thomas Hasler (* 1851 bei Gmund am Tegernsee; † 1876) wurde als Riese vom Tegernsee bekannt.
Hasler entwickelte sich körperlich und geistig normal, bis ihn in seinem neunten Lebensjahr der Hufschlag eines Pferdes ins Gesicht traf. Von diesem Moment an soll er ein abnormes Körperwachstum gezeigt haben, was dazu führte, dass man ihn als Elfjährigen vom Schulbesuch ausschloss, weil er mit seiner damaligen Größe von 1,52 m nicht mehr in die Schulbank passte. Später wurde er u. a. auch beim Kegelspiel nicht mehr geduldet, weil seine gewaltigen Kräfte regelmäßig zur Zerstörung der Kegelfiguren führten. Nachdem sich sein Schädel mehr und mehr verformt hatte, zog sich Thomas Hasler, menschenscheu geworden, auf den Boden der Scheune seines elterlichen Bauernhofes zurück. Er starb in jungen Jahren mit einer Körpergröße von 2,35 m und einem Gewicht von 155 Kilogramm.
Nach seinem Tod wurde der „größte Bayer aller Zeiten“ obduziert und sein Skelett wurde präpariert und lange im Deutschen Medizinhistorischen Museum in Ingolstadt ausgestellt. Haslers sterbliche Überreste wurden immer wieder Gegenstand medizinischer Untersuchungen. Während man mit ziemlicher Sicherheit annehmen kann, dass er wegen Knochenverwachsungen rechtsseitig taub und in seiner Sicht eingeschränkt und linksseitig blind war sowie einen eingeschränkten oder nicht mehr vorhandenen Geruchssinn, eine Verengung des Tränengangs und eine schmerzhafte Arthrose der Kiefergelenke gehabt haben muss, ist bislang umstritten, welche Vorgänge zu seinem Riesenwuchs und den Deformationen seines Schädels geführt haben. Diskutiert wird ein Tumor der Hypophyse, der den Organismus mit Wachstumshormonen überschüttet haben könnte, sowie Fibröse Dysplasie; ob beides auf einen schon vorliegenden Gendefekt zurückzuführen oder Folge der Verletzung durch den Pferdehuf war, ist umstritten.